# 樊店站
樊店站是一个侯月线上的铁路车站，位于山西省翼城县樊店，建于1969年，目前为五等站，邮政编码为043500。目前客运：办理旅客乘降；不办理行李、包裹托运；不办理货运营业。